# مک‌مولن (آلاباما)
مک‌مولن (به انگلیسی: McMullen) شهری در شهرستان پیکنز ایالت آلاباما است که مساحت آن ۰٫۲۸ کیلومتر مربع است و در سرشماری سال ۲۰۱۰ میلادی، ۱۰ نفر جمعیت داشته و تراکم جمعیتی آن، ۳۵٫۷۱ نفر در هر کیلومتر مربع بوده است.